# Josef Nesvadba
Josef Nesvadba (19. června 1926 Praha – 26. dubna 2005 Praha) byl český lékař a spisovatel. V období socialismu byl spolu s Ludvíkem Součkem nejvýznamnějším českým představitelem žánru vědeckofantastické literatury (science fiction). Jeho tvorba pokračovala dále i po sametové revoluci v roce 1989.

## Životopis
Narodil se do učitelské rodiny, otec byl profesorem na obchodní škole a také matka byla učitelkou. Studia začal na anglickém gymnáziu, z něhož v roce 1941 přešel na gymnázium české.
Jako mnoha jiným, i Nesvadbovi zkomplikovala studia na gymnáziu nacistická okupace, maturovat mohl až po válce v roce 1945.
Od 19 let využil znalost angličtiny, začal s prvními překlady. V letech 1945–1950 absolvoval lékařskou fakultu v Praze, obor psychiatrie – vedle své literární práce byl i významným psychiatrem a patřil k průkopníkům skupinové psychoterapie v Česku. Právě během studia poznal i Ludvíka Součka a oba tvůrci sci-fi se spřátelili. V letech 1949–1950 byl scenáristou v Československém státním filmu. Roku 1950 nastoupil do interny nemocnice v Teplicích, kde pracoval do roku 1952. Pak působil jako vojenský lékař u letectva a v Armádním uměleckém souboru. Od roku 1956 až do odchodu do důchodu v roce 1992 pracoval jako psychoterapeut na psychiatrickém oddělení Fakultní polikliniky v Praze; byl evidován také jako agent StB pod krycím jménem Autor.
Kromě překladů z angličtiny psal převážně divadelní hry a povídky – několik jeho povídek bylo i zfilmováno, například Blbec z Xeenemünde (1960) a Tarzanova smrt.
Mnoho svých prací uveřejnil v řadě časopisů (Mladá archa, Generace, Kvart, Mladá fronta, Středoškolák). Spolupracoval na celé řadě filmů (např. Upír z Feratu, Pane, vy jste vdova!) a televizních a rozhlasových seriálů (Bambinot).
Během života hodně cestoval, navštívil Asii (Vietnam, Čína), dva roky strávil v USA.
V roce 1983 mu byl udělen titul zasloužilý umělec. Byl předsedou Sekce pro vědeckofantastickou literaturu při Svazu spisovatel; zastupoval Československo na několika SF kongresech. Byl předsedou české sekce World SF a dvojnásobným nositelem ceny této organizace.
Jeho dcera je spisovatelka Bára Nesvadbová.

## Dílo

### Divadelní hry
- Výprava do Oceánie, napsal 1949, premiéra 1950
- Ocelový kruh
- Ráno, premiéra 1948
- Budou žít, premiéra 1949, drama o okupaci
- Svárov, 1950
- Tři podpisy, 1954
- Zásnuby barona Liebiga, úprava starší hry Svárov, premiéra 1956
- Mimořádná událost, 1956, z vojenského prostředí

### Povídkové soubory
- Tarzanova smrt, 1958 – sbírka 13 povídek, většinou non sci-fi, ve kterých výrazně uplatnil své zkušenosti psychiatra; v r. 1966 vyšel v Čs. spisovateli pod tímtéž názvem výbor z předchozích sbírek.
- Einsteinův mozek, 1960 – povídková sbírka, tentokrát již scifi; obsahuje mj. povídky Einsteinův mozek, Blbec z Xeenemünde, Poslední cesta kapitána Nema, Vynález proti sobě a Ztracená tvář, z nichž Einsteinův mozek, Blbec z Xeenemünde a Ztracená tvář byly zfilmovány
- Výprava opačným směrem, 1962 – obsahuje další klíčové povídky z Nesvadbovy tvorby (celkem devět), mimo jiné Výprava opačným směrem, Upír Ltd., Jak zemřel kapitán Nemo, Druhý ostrov dr. Moreaua či Anděl posledního soudu; právě povídka Upír Ltd. se stala námětem k filmu Upír z Feratu
- Poslední cesty kapitána Nema, 1966 – 11 sci-fi povídek spojených postavou kapitána Nema [4]
- Tři dobrodružství, 1972 – obsahuje novely Případ Zlatého Buddhy (1960), Jak předstírat smrt (1971) a Absolutní stroj
- Řidičský průkaz rodičů, 1979 – povídkový triptych na motivy rodičovské výchovy, obsahuje povídky Romance v dur, Kojenština a Spasitel – povídka z budoucnosti, použita jako námět k televiznímu seriálu Bambinot
- Minehava podruhé, 1981 nese podtitulek (nápady starého psychiatra): Psychofikce a obsahuje tři rozsáhlejší povídky: Minehava podruhé aneb Psychoskop Mariana Koldy, Láska aneb Citový kondenzátor Heleny Vávrové a Setkání dalšího druhu aneb Labyrinty Joan Hartlové.

### Romány
- Dialog s doktorem Dongem, 1964 – filozoficko-politický román z vietnamského prostředí, groteskní a ironizující prvky
- Bludy Erika N., 1974 – vědeckofantastický román s detektivní zápletkou; odehrává se na tajemném ostrově v Jaderském moři; mnoho nevysvětlitelných úkazů
- Tajná zpráva z Prahy, 1978 – román věnovaný globálním problémům, částečně autobiografický; neobsahuje sci-fi motivy, jde spíše o společensko-dobrodružný román; původní rukopis neprošel cenzurou (protože obsahoval motivy invaze vojsk Varšavské smlouvy v srpnu 1968 a následné vlny emigrací) a Nesvadba ho musel podstatně přepracovat (originální podoba vyšla v r. 1991 pod titulem První zpráva z Prahy)
- Hledám za manžela muže, 1986 – tento román s podtitulem Druhé tisíciletí neskončí autor charakterizuje jako sexfikci a říká k němu: „s nadsázkou lze říci, že hrdinkami této knížky jsou dvě ženy. Žijí v rozdílných společenských zřízeních, jsou sokyně, ale mají společný problém: nemohou najít přiměřeného partnera.“
- Peklo Beneš, 2002 – tematizuje alternativní historii, ve které roku 1938 nedošlo k Mnichovské dohodě.

### Rozhlasové dramatizace
- Cesta kolem světa za 80 dní od J. Verna, 1962
- Mimořádná událost, 1956
- Dialog s doktorem Dongem, 1962
- Poradna dr. Bílka v seriálu Jak se máte Vondrovi, vysíláno 1977
- Ukradené fantasie, 1962

### Náměty k filmům
- Blbec z Xeenemünde, 1962
- Tarzanova smrt, 1962
- Ztracená tvář, 1965
- Zabil jsem Einsteina, pánové…, 1969
- Pane, vy jste vdova, 1970
- Slečna Golem, 1972
- Tajemství zlatého Buddhy, 1973
- Zítra vstanu a opařím se čajem, 1977
- Kam zmizel kurýr, 1981
- Upír z Feratu, 1982
- TV seriál Bambinot